# Acropora parahemprichii
Acropora parahemprichii är en korallart som beskrevs av Veron 2002. Acropora parahemprichii ingår i släktet Acropora och familjen Acroporidae. IUCN kategoriserar arten globalt som otillräckligt studerad. Inga underarter finns listade i Catalogue of Life.